# Гоши
Гоши (фр. Gauchy) — коммуна на севере Франции, регион О-де-Франс, департамент Эна, округ Сен-Кантен, кантон Сен-Кантен-3. Пригород Сен-Кантена, примыкает к нему с юго-запада. Расположен на берегу канала Сен-Кантен, в 1 км от автомагистрали А26 "Англия".
Население (2018) — 5 254 человека.

## Достопримечательности
- Церковь Святого Бриса
- Ежегодный карнавал, проходящий в мае

## Экономика
Структура занятости населения:
- сельское хозяйство — 0,2 %
- промышленность — 29,0 %
- строительство — 9,6 %
- торговля, транспорт и сфера услуг — 42,1 %
- государственные и муниципальные службы — 19,2 %

Уровень безработицы (2017) — 17,3 % (Франция в целом — 13,4 %, департамент Эна — 17,8 %). 

Среднегодовой доход на 1 человека, евро (2018) — 19 420 (Франция в целом — 21 730, департамент Эна — 19 690).

## Демография
Динамика численности населения, чел.

## Администрация
Пост мэра Гоши с 2014 года занимает Жан-Марк Вебер (Jean-Marc Weber). На муниципальных выборах 2020 года возглавляемый им правый список победил в 1-м туре, получив 53,20 % голосов.
| Период | Период | Фамилия        | Партия                               | Примечания                            |
| ------ | ------ | -------------- | ------------------------------------ | ------------------------------------- |
| 1972   | 2008   | Серж Монфурни  | Коммунистическая партия Разные левые | член Генерального совета департамента |
| 2008   | 2014   | Жозетт Анри    | Разные левые                         |                                       |
| 2014   |        | Жан-Марк Вебер | Разные правые                        | полицейский                           |